# Observationes botanicae circa Systema vegetabilium divi a Linne
Observationes botanicae circa Systema vegetabilium divi a Linne (abreviado Observ. Bot. (Dahl)) es un libro con ilustraciones y descripciones botánicas que fue escrito por el médico, y  botánico sueco Anders Dahl y publicado en Copenhague el año 1787, con el nombre de Observationes botanicae circa systema vegetabilium divi a Linne Gottingae 1784 editum, quibus accedit justae in manes Linneanos pietatis specimen.